# کنوانسیون رفع هرگونه تبعیض علیه زنان

سبز: اعضای کنوانسیون، سبز تیره: اعضایی که در تدوین کنوانسیون نقشی نداشته‌اند، زرد: کنوانسیون را امضا کرده ولی در مجلس تصویب نکرده‌اند، قرمز: کشورهای غیرعضو

کنوانسیون امحای کلیه اشکال تبعیض علیه زنان یا کنوانسیون رفع هر گونه تبعیض علیه زنان یک معاهده بین‌المللی است که در ۱۸ دسامبر ۱۹۷۹ مورد پذیرش مجمع عمومی سازمان ملل متحد قرار گرفت و در ۳ سپتامبر ۱۹۸۱ (سی روز پس از تودیع بیستمین سند تصویب یا الحاق) به اجرا درآمد.
از بین اعضای سازمان ملل تاکنون تنها شش کشور ایران، سومالی، سودان، تونگا به این کنوانسیون ملحق نشده‌اند. دو کشور ایالات متحده آمریکا و پالائو هم کنوانسیون را امضاء کرده ولی هنوز به آن نپیوسته‌اند. از بین کشورهای غیر عضو سازمان ملل هم سریر مقدس (واتیکان) به کنوانسیون نپیوسته ولی جمهوری چین (تایوان) به آن پیوسته هرچند این کنوانسیون مختص اعضای ملل متحد است و عضویت تایوان غیررسمی است. دولت فلسطین به عنوان ناظر غیر عضو سازمان ملل در تاریخ ۲ آوریل ۲۰۱۴ به این کنوانسیون پیوست. نائورو و قطر به ترتیب در ۲۳ ژوئن ۲۰۱۱ و ۲۹ آوریل ۲۰۰۹ به این کنوانسیون پیوسته‌اند. سودان جنوبی آخرین مورد پیوستن به این کنوانسیون را در تاریخ ۳۰ آوریل ۲۰۱۵ رقم زد.
این کنوانسیون مهم‌ترین معاهده ملل متحد در مورد تبعیض جنسیتی است و تبعیض جنسیتی را این‌گونه تعریف می‌کند:
«قائل شدن به هرگونه تمایز، استثناء یا محدودیت بر مبنای جنسیت… در زمینه‌های سیاسی، اقتصادی، اجتماعی، فرهنگی، مدنی یا هر زمینه دیگر»

## کمیته رفع تبعیض علیه زنان
کمیته رفع تبعیض علیه زنان نهادی برای نظارت بر حسن اجرای این معاهده‌است که به موجب ماده ۱۷ کنوانسیون تأسیس شده و دارای ۲۲ عضو است. وظیفه اصلی این کمیته بررسی گزارش‌های رسیده از کشورهای عضو کنوانسیون و در ارائه پیشنهادها یا توصیه‌های کلی بر اساس بررسی گزارش‌هاست. گزارش به کمیته باید یک سال پس از تصویب یا الحاق و پس از آن هر چهار سال یک‌بار یا هرگاه که کمیته بخواهد صورت پذیرد.

## پروتکل اختیاری
پروتکل اختیاری کنوانسیون امحای کلیه اشکال تبعیض علیه زنان یک قرارداد جنبی کنوانسیون است که دولت‌های عضو آن صلاحیت را در رسیدگی به شکایات اشخاص می‌پذیرند. این پروتکل در اکتبر ۱۹۹۹ مورد پذیرش مجمع عمومی سازمان ملل متحد قرار گرفت و از دسامبر ۲۰۰۰ به اجرا درآمد و تاکنون ۱۰۹ کشور به آن پیوسته یا آن را امضاء کرده‌اند.

## مواد پیمان نامه
کنوانسیون رفع هر گونه تبعیض علیه زنان

## مصوب ۱۸ دسامبر ۱۹۷۹ میلادی (مطابق با ۲۸/۹/۱۳۵۸ شمسی)
مجمع عمومی سازمان ملل متحد(۲۲)

### مقدمه
دول عضو کنوانسیون حاضر، با عنایت به اینکه منشور ملل متحد برپایبندی به حقوق اساسی بشر، کرامت و ارزش هر فرد انسانی و برابری حقوق زن و مرد تأکید دارد.
با عنایت به اینکه اعلامیه جهانی حقوق بشر اصل قابل قبول نبودن تبعیض را تأیید نموده، اعلام می‌دارد که کلیه افراد بشر آزاد به دنیا آمده و از نظر منزلت و حقوق یکسان بوده و بدون هیچگونه تمایزی، از جمله تمایزات مبتنی بر جنسیت، حق دارند از کلیه حقوق و آزادیهای مندرج در این اعلامیه بهره‌مند شوند،
با عنایت به اینکه دول عضو میثاقهای بین‌المللی حقوق بشر متعهد به تضمین حقوق برابر زنان و مردان در بهره‌مندی از کلیه حقوق اساسی، اجتماعی، فرهنگی، مدنی و سیاسی می‌باشند،
با در نظر گرفتن کنوانسیونهای بین‌المللی که تحت نظر سازمان ملل متحد و سازمان‌های تخصصی به منظور پیشبرد تساوی حقوق زنان و مردان منعقد گردیده‌اند،
همچنین با عنایت به قطعنامه‌ها، اعلامیه‌ها و توصیه‌هایی که توسط ملل متحد و سازمان‌های تخصصی برای پیشبرد تساوی حقوق زنان و مردان تصویب شده‌است،
در عین حال، با نگرانی از اینکه به رغم این اسناد متعدد، تبعیضات علیه زنان همچنان به‌طور گسترده ادامه دارد، با یادآوری اینکه تبعیض علیه زنان ناقض اصول برابری حقوق و احترام به کرامت انسانی است و مانع شرکت زنان در شرایط مساوی با مردان در زندگی سیاسی، اجتماعی، اقتصادی و فرهنگی کشور و نیز گسترش سعادت جامعه و خانواده شده و شکوفایی کامل قابلیت‌ها و استعدادهای زنان در خدمت به کشور و بشریت را دشوارتر می‌نماید،
با نگرانی از اینکه در شرایط فقر و تنگدستی زنان از حداقل امکان دسترسی به مواد غذایی، بهداشت، تعلیم و تربیت و فرصتهای شغلی و سایر نیازها برخوردارند،
با اعتقاد بر اینکه تأسیس نظام نوین اقتصاد بین‌الملل براساس مساوات و عدالت در تحقق پیشبرد برابری بین مردان و زنان نقش مهمی را ایفاء می‌نماید،
با تأکید بر اینکه ریشه‌کن کردن آپارتاید، اشکال مختلف نژادپرستی، تبعیض‌نژادی، استعمار، استعمارنو، تجاوز، اشغال و سلطه و دخالت خارجی در امور داخلی دولت‌ها مستلزم تحقق کامل حقوق مردان و زنان می‌باشد،
با تأیید بر اینکه تحکیم صلح و امنیت بین‌المللی، تشنج‌زدایی بین‌المللی، همکاری‌های متقابل دول صرف نظر از نظام‌های اجتماعی و اقتصادی آنان، خلع سلاح کامل و عمومی و به ویژه خلع سلاح اتمی تحت نظارت و کنترل دقیق و مؤثر بین‌المللی، تأکید بر اصول عدالت، مساوات و منافع متقابل در روابط بین کشورها و احقاق حق مردم تحت سلطه استعمار و بیگانه و اشغال خارجی به دستیابی به حق تعیین سرنوشت و استقلال و همچنین احترام به حاکمیت ملی و تمامیت ارضی باعث توسعه و پیشرفت اجتماعی خواهد شد و در نتیجه به دستیابی به مساوات کامل بین مردان و زنان کمک خواهد کرد،
با اعتقاد بر اینکه توسعه تمام و کمال یک کشور، رفاه جهانی و برقراری صلح مستلزم شرکت یکپارچه زنان در تمام زمینه‌ها در شرایط مساوی با مردان است،
با یادآوری سهم عمده زنان در تحقق رفاه خانواده و پیشرفت جامعه، که تاکنون کاملاً شناسایی نشده‌است، اهمیت اجتماعی مادری و نقش والدین در خانواده و در تربیت کودکان، و با آگاهی از اینکه نقش زنان در تولید مثل نباید اساس تبعیض قرار گیرد بلکه تربیت کودکان مستلزم تقسیم مسئولیت بین زن و مرد و جامعه به‌طور کلی می‌باشد،
با اطلاع از اینکه تغییر در نقش سنتی مردان و زنان در جامعه و خانواده برای دستیابی به مساوات کامل میان زنان و مردان ضروری است،
با عزم بر اجرای اصول مندرج در اعلامیه محو تبعیض علیه زنان و در این راستا اتخاذ اقدامات ضروری برای از میان برداشتن این گونه تبعیض‌ها در اشکال و صور آن، بر مقررات زیر توافق کرده‌اند:

### بخش ۱
ماده ۱
از نظر این کنوانسیون، عبارت: «تبعیض علیه زنان»، به معنی قائل شدن هر گونه تمایز، استثناء یا محدودیت براساس جنسیت است که بر به رسمیت شناختن حقوق بشر زنان و آزادیهای اساسی آن‌ها و بهره‌مندی و اعمال آن حقوق، برپایه مساوات با مردان، صرف‌نظر از وضعیت تأهل آنها، در تمام زمینه‌های سیاسی، اقتصادی، اجتماعی، فرهنگی، مدنی و دیگر زمینه‌ها اثر مخرب دارد یا اصولاً، هدفش از بین بردن این وضعیت است.
ماده ۲
دولتهای عضو، تبعیض علیه زنان را به هر شکل محکوم می‌نمایند و موافقت می‌نمایند بدون درنگ، به طرق مقتضی، سیاست رفع تبعیض علیه زنان را تعقیب نمایند و بدین منظور، بر امور زیر تعهد می‌نمایند:
الف: گنجاندن اصل مساوات زن و مرد در قانون اساسی یا دیگر قوانین متناسب داخلی خود، اگر تاکنون چنین کاری انجام نشده و حصول اطمینان از تحقق عملی این اصل، از طریق وضع قانون (منظور قوانین عادی لازم‌الاجراست) و طرق مناسب دیگر.
ب: اتخاذ تدابیر قانونی و غیره از جمله وضع ضمانت اجراهای مناسب به منظور جلوگیری از اعمال تبعیض علیه زنان.
ج: حمایت قانون از حقوق زنان براساس تساوی با مردان و حصول تضمین و اطمینان از حمایت مؤثر زنان علیه هر نوع تبعیض، از طریق دادگاه‌های صالح ملی و دیگر مؤسسات عمومی.
د: خودداری از انجام هر گونه اقدام و عمل تبعیض‌آمیز علیه زنان و تضمین اینکه مقامات و مؤسسات عمومی بر طبق این تعهد عمل نمایند.
ه: اتخاذ هر گونه اقدام مناسب برای رفع تبعیض علیه زنان توسط هر فرد، سازمان یا مؤسسه.
و: اتخاذ تدابیر لازم، از جمله تدابیر قانونگذاری، برای تغییر یا لغو قوانین، مقررات، عادات و عملکردهایی که نسبت به زنان تبعیض‌آمیز هستند.
ز: نسخ کلیه مقررات کیفری داخلی که تبعیض علیه زنان را دربردارند.
ماده ۳
دولتهای عضو در همه زمینه‌ها، مخصوصاً در زمینه‌های سیاسی، اجتماعی، اقتصادی و فرهنگی، تمام اقدام‌های لازم از جمله قانونگذاری را اعمال خواهند کرد، تا از توسعه و پیشرفت کامل زنان اطمینان حاصل کنند و در نتیجه، برخورداری زنان را از حقوق بشر و آزادیهای اساسی بر پایه تساوی با مردان تضمین کنند.
ماده ۴
1. پذیرش تدابیر ویژه موقتی که به منظور تسریع برابری موقت میان مردان و زنان توسط دولتهای عضو صورت می‌گیرد نباید به عنوان تبعیض به نفع زنان آنچنان که در این کنوانسیون تعریف شده‌است تلقی گردد ولی به هیچوجه نباید منتج به حفظ استانداردهای جداگانه یا نامساوی بشود، این اقدامات و تدابیر هنگامی که اهداف برابری فرصت‌ها و برخورد مساوی زنان با مردان حاصل شد متوقف خواهد گردید.
2. همچنین اقدامات ویژه‌ای که توسط دولتهای عضو صورت می‌گیرد از جمله تدابیری که در این کنوانسیون وجود دارد و هدف آن حمایت از ایفای نقش مادری زنان است نباید تبعیض‌آمیز تلقی گردد.

ماده ۵
دولتهای عضو، اقدامات مقتضی زیر را به عمل خواهند آورد:
الف: تغییر الگوهای رفتاری اجتماعی و فرهنگی مردان و زنان به منظور دستیابی به برانداختن تعصبات، عادات و دیگر روش‌های عملی که بر طرز تفکر پست‌نگری یا برتربینی یک جنس نسبت به جنس دیگر یا نقش کلیشه‌ای زنان و مردان مبتنی است.
ب: حصول اطمینان از اینکه تعلیم و تربیت خانواده، شامل درک صحیح از مادری به عنوان یک وظیفه اجتماعی و شناسایی مسئولیت مشترک زن و مرد در تربیت و رشد کودکان می‌شود.
این امر را هم باید درک کرد که منافع کودکان در همه موارد از اولویت برخوردار است.
ماده ۶
دولت‌های عضو باید به هر نوع اقدام مقتضی از جمله وضع قانون دست بزنند تا از هر گونه معامله بر روی زنان و بهره‌برداری از فحشای آن‌ها جلوگیری نمایند.

### بخش ۲
ماده ۷
دولتهای عضو کنوانسیون موظف‌اند اقدامات مقتضی برای رفع تبعیض علیه زنان در زندگی سیاسی و عمومی کشور، اتخاذ نموده و مخصوصاً اطمینان دهند که در شرایط مساوی با مردان، حقوق زیر را برای زنان تأمین کنند:
الف: حق رأی دادن در همه انتخابات و همه‌پرسی‌های عمومی و صلاحیت انتخاب شدن در همة ارگانهایی که با انتخابات عمومی برگزیده می‌شوند.
ب: حق شرکت در تعیین سیاست دولت و اجرای آن‌ها و به عهده گرفتن پست‌های دولتی و انجام وظایف عمومی در تمام سطوح دولتی.
ج: حق شرکت در سازمان‌ها و انجمن‌های غیردولتی مربوط به زندگی عمومی و سیاسی کشور.
ماده ۸
دولت‌های عضو باید اقدامات مناسب و مقتضی برای اطمینان و تضمین این امر فراهم آورند که زنان در شرایط مساوی با مردان و بدون هیچگونه تبعیض بتوانند نمایندگی دولت خود را در سطح بین‌المللی احراز کنند و در کارهای سازمان‌های بین‌المللی مشارکت داشته باشند.
ماده ۹
1. دولتهای عضو، به زنان حقوق مساوی با مردان در زمینه کسب، تغییر یا حفظ تابعیت می‌دهند، مخصوصاً دولت‌ها باید اطمینان دهند و تضمین کنند، که نه ازدواج زن با یک مرد خارجی و نه تغییر تابعیت شوهر در طی دوران ازدواج، خودبخود، موجب تغییر تابعیت زن، بی تابعیت شدن او یا تحمیل تابعیت شوهر بر او نمی‌شوند.
2. دولتهای متعاهد باید در رابطه با تابعیت کودکان به زن، حق مساوی با مرد اعطاء کنند.

### بخش ۳
ماده ۱۰
دولت‌های عضو تمام اقدام‌های لازم برای رفع هر گونه تبعیض علیه زنان و تضمین حقوق مساوی آنان با مردان در زمینه آموزش مخصوصاً در موارد زیر را اتخاذ می‌نمایند:
الف: شرایط مساوی برای هدایت شغلی و حرفه‌ای، دسترسی به تحصیل، اخذ مدرک از مؤسسات آموزشی در همه سطوح مختلف در مناطق روستایی و شهری، این تساوی باید شامل دوره‌های پیش‌دبستانی آموزش عمومی، فنی، حرفه‌ای و آموزش عالی فنی و نیز هر شیوه دیگر کارآموزی شغلی بشود.
ب: امکان دسترسی به برنامه درسی، آزمونها، کادر آموزشی، اماکن تحصیلی و تجهیزات آموزشی که در همه آن‌ها از کیفیت و معیارهای مساوی با مردان برخوردار باشد.
ج: محو هر نوع مفهوم تقلیدی و کلیشه‌ای از نقش زنان و مردان در تمام سطوح و تمام اشکال مختلف آموزشی با تشویق آموزش مختلط پسر و دختر و دیگر انواع روش‌های آموزشی که دستیابی به این هدف را ممکن سازد مخصوصاً با تجدیدنظر در متون کتب درسی و برنامه‌های مدارس و تعدیل و تطبیق روش‌های آموزشی.
د: اعطای فرصت یکسان برای استفاده از بورسها و دیگر مزایای تحصیلی.
ه: فرصتهای یکسان برای دستیابی به برنامه‌های تداوم آموزش، از جمله برنامه‌های عملی سوادآموزی بزرگسالان و حرفه‌ای مخصوصاً برنامه‌هایی که هدف آن‌ها کاهش هر چه سریعتر فاصله آموزشی موجود بین زنان و مردان است.
و: کاهش تعداد دختران دانش‌آموزی که ترک تحصیل می‌کنند و برنامه‌ریزی برای زنان و دخترانی که قبلاً ترک تحصیل کرده‌اند.
ز: دادن فرصت مناسب به زنان برای شرکت فعال در ورزش و تربیت بدنی.
ح: دسترسی به آموزشهای خاص تربیتی که سلامتی و تندرستی خانواده را تضمین می‌نماید و از جمله اطلاعات و مشورتهای مربوط به تنظیم خانواده.
ماده ۱۱
۱. دولتهای عضو باید اقدامات مقتضی را برای رفع تبعیض علیه زنان در زمینه اشتغال انجام دهند و اطمینان دهند که بر مبنای تساوی مردان و زنان، حقوق یکسان مخصوصاً در موارد زیر برای زنان رعایت می‌شود:
الف: حق کار (اشتغال) به عنوان یک حق لاینفک حقوق انسانی
ب: حق امکانات شغلی یکسان، از جمله اجرای ضوابط یکسان در مورد انتخاب شغل
ج: حق انتخاب آزادانه حرفه و شغل، حق ارتقای مقام، برخورداری از امنیت شغلی و تمام امتیازات و شرایط خدمتی و حق استفاده از دوره‌های آموزشی حرفه‌ای و بازآموزی از جمله کارآموزی و شرکت در دوره‌های آموزشی و شرکت در دوره‌های آموزشی پیشرفته و آموزشی مرحله‌ای.
د: حق دریافت مزد مساوی، استفاده از مزایا و برخورداری از رفتار مساوی در مشاغل و کارهایی که ارزش یکسان دارند همچنین رفتار مساوی در ارزیابی کیفیت کار.
ه: حق برخورداری از تأمین اجتماعی مخصوصاً در موارد بازنشستگی، بیکاری، بیماری، دوران ناتوانی و پیری و سایر موارد از کارافتادگی. هم چنین حق استفاده از مرخصی استحقاقی.
و: حق برخورداری از بهداشت و ایمنی شرایط کار از جمله برخورداری از ایمنی و سلامتی برای تولید مثل.
۲. به منظور جلوگیری از تبعیض علیه زنان به دلیل ازدواج، یا بارداری و تضمین حق مسلم آنان برای کار، دولتهای عضو اقدامات مناسب ذیل را معمول خواهند داشت:
الف: ممنوعیت اخراج به خاطر حاملگی یا مرخصی زایمان و اعمال تبعیض در اخراج به لحاظ وضعیت زناشویی با برقراری ضمانت اجرا برای تخلف از این امر.
ب: دادن مرخصی دوران زایمان با پرداخت حقوق با مزایای اجتماعی مناسب بدون از دست رفتن شغل، سمت یا مزایای اجتماعی.
ج: تشویق و حمایت لازم برای ارائه خدمات اجتماعی به نحوی که والدین را قادر سازد تا تعهدات خانوادگی را با مسئولیت‌های شغلی هماهنگ سازند و در زندگی عمومی شرکت جویند، مخصوصاً از طریق تشویق به تأسیس و توسعه تسهیلات مراقبت از کودکان.
د: حمایت ویژه از زنان در دوران بارداری در مشاغلی که ثابت شده برای آن‌ها زیان‌آور است.
۳. قوانین حمایتی در رابطه با موضوعات مطروحه در این ماده باید متناوباً در پرتو پیشرفت‌های علمی و تکنیکی مورد بازنگری قرار گیرند و در صورت ضرورت، اصلاح و نسخ یا تمدید شوند.
ماده ۱۲
1. دولتهای عضو باید اقدام‌های لازم را برای محو تبعیض علیه زنان در زمینه مراقبت‌های بهداشتی به عمل آورند و براساس تساوی بین زن و مرد دسترسی به خدمات بهداشتی از جمله خدمات بهداشتی مربوط به تنظیم خانواده را تضمین نمایند.
2. دولتهای عضو، علاوه بر مقررات بند یک ماده خدمات لازم را برای زنان در دوران بارداری، زایمان و دوران پس از زایمان تأمین نموده و در صورت لزوم خدمات رایگان در اختیار آن‌ها قرار خواهند داد و همچنین در دوران بارداری و شیردادن، تغذیه کافی به آن‌ها خواهند رساند.

ماده ۱۳
دولتهای عضو باید اقدامات مقتضی برای محو تبعیض علیه زنان در دیگر زمینه‌های زندگی اقتصادی و اجتماعی به عمل آورند و بر مبنای تساوی زن و مرد حقوق یکسان را برای آن‌ها مخصوصاً در موارد زیر تأمین نمایند.
الف: حق استفاده از مزایای خانوادگی
ب: حق استفاده از وامهای بانکی، رهن و دیگر اعتبارات بانکی
ج: حق شرکت در فعالیت‌های تفریحی، ورزشی و کلیه جنبه‌های زندگی فرهنگی
ماده ۱۴
1. دول عضو مشکلات خاص زنان روستایی را مدنظر قرار داده و به نقش مهمی که این زنان در جهت حیات اقتصادی خانواده‌های خود از جمله کار در بخش‌های غیرمالی اقتصادی به عهده دارند، توجه خاص مبذول خواهند داشت و کلیه اقدامات مقتضی را به عمل خواهند آورد تا مفاد کنوانسیون نسبت به زنان در مناطق روستایی اجرا گردد.
2. دول عضو کلیه اقدامات مقتضی را جهت رفع تبعیض از زنان در مناطق روستایی به عمل خواهند آورد تا این زنان براساس تساوی مردان و زنان در برنامه‌های توسعه روستایی شرکت نموده و از آن بهره‌مند گردند و بخصوص از حقوق زیر برخوردار شوند:

الف: شرکت در تدوین و اجرای برنامه‌های توسعه در کلیه سطوح.
ب: دسترسی به تسهیلات بهداشتی کافی از جمله اطلاعات، مشاوره و خدمات تنظیم خانواده.
ج: استفاده مستقیم از برنامه‌های تأمین اجتماعی.
د: استفاده از انواع دوره‌ها و برنامه‌های آموزشی رسمی و غیررسمی از جمله سوادآموزی عملی و نیز بهره‌مندی از خدمات محلی و فوق‌العاده به منظور بالا بردن کارایی فنی آنان.
ه: تشکیل گروه‌ها و تعاونی‌های خودیاری به منظور بدست آوردن امکان دستیابی مساوی به فرصت‌های اقتصادی از طریق اشتغال یا خوداشتغالی.
و: شرکت در کلیه فعالیت‌های محلی.
ز: دسترسی به وام‌ها و اعتبارات کشاورزی، تسهیلات بازاریابی، تکنولوژی مناسب و استفاده یکسان از زمین و برخورداری از رفتار مساوی در چارچوب اصلاحات ارضی و روستایی و نیز در برنامه‌های جایگزینی زمین.
ح: بهره‌مندی از شرایط زندگی مناسب، به ویژه مسکن، بهداشت، آب و برق، ارتباطات و حمل و نقل.

### بخش ۴
ماده ۱۵
1. دولت‌های عضو، تساوی زنان را با مردان در برابر قانون می‌پذیرند.
2. دولتهای عضو، در امور مدنی، همان اهلیت قانونی را که مردان دارند به زنان داده و امکانات مساوی برای اجرای این اهلیت را در اختیار آن‌ها قرار می‌دهند. مخصوصاً دولتهای عضو به زنان حقوق مساوی با مردان را در انعقاد قرارداد و اداره اموال می‌دهند و در تمام مراحل دادرسی در دادگاه‌ها و محاکم با آن‌ها رفتار یکسان خواهند داشت.
3. دولتهای عضو قبول می‌کنند که هر گونه قرار داد یا اسناد خصوصی دیگر از هر نوع که به منظور محدود کردن صلاحیت قانونی زنان تنظیم شده باشد باطل و بلا اثر تلقی می‌شود.
4. دولتهای عضو می‌پذیرند که در رابطه با قانون رفت‌وآمد اشخاص و انتخاب مسکن و محل اقامت، زن و مرد از حق مساوی برخوردار باشند.

ماده ۱۶
۱. دولتهای عضو باید اقدام‌های لازم را برای رفع تبعیض علیه زنان در همه امور مربوط به ازدواج و روابط خانوادگی به عمل آورند و مخصوصاً برپایه تساوی حقوق مرد و زن امور زیر را تضمین کنند:
الف: حق یکسان برای انعقاد ازدواج
ب: حق یکسان برای انتخاب آزادانه همسر و انعقاد ازدواج براساس رضایت آزاد و کامل طرفین.
ج. حقوق و مسئولیت‌های یکسان در دوران ازدواج و هنگام انحلال آن.
د: حقوق و مسئولیتهای یکسان به عنوان والدین، قطع نظر از وضعیت زناشویی آنها، در موضوعات مربوط به فرزندان، در تمام موارد، منافع کودکان در اولویت است.
ه: حقوق مساوی برای تصمیم‌گیری آزادانه و مسئولانه در زمینه تعداد فرزندان و فاصله زمانی بارداری و دسترسی به اطلاعات، آموزش، و وسایلی که آن‌ها را برای اعمال این حقوق قادر سازند.
و: حقوق و مسئولیت یکسان در رابطه با ولایت، حضانت، قیومت کودکان و فرزندخواندگی یا هر گونه عناوین و مفاهیم مشابهی که در قوانین داخلی وجود دارد. در تمام موارد، منافع کودکان در اولویت است.
ز: حقوق شخصی یکسان به عنوان شوهر و زن از جمله حق انتخاب نام خانوادگی، حرفه و شغل.
ح: حقوق یکسان برای هر یک از زوجین در رابطه با مالکیت، اکتساب، مدیریت، سرپرستی، بهره‌برداری و در اختیار داشتن اموال خواه مجانی یا با داشتن هزینه.
۲. نامزد کردن و تزویج کودکان، قانوناً بلا اثر خواهد بود و هر گونه اقدام لازم، از جمله وضع قانون جهت تعیین حداقل سن برای ازدواج و ثبت اجباری ازدواج در یک دفتر رسمی باید اتخاذ شود.

### بخش ۵
ماده ۱۷
1. به منظور بررسی پیشرفت حاصله در اجرای مفاد این کنوانسیون کمیته محو تبعیض علیه زنان (که من بعد از آن به عنوان کمیته یاد خواهد شد) شامل هجده نفر در زمان لازم‌الاجرا شدن و پس از تصویب یا پیوستن سی و پنجمین کشور عضو بیست و سه نفر از خبرگان دارای شهرت اخلاقی والا و صلاحیت در زمینه‌ای مربوط به کنوانسیون تشکیل می‌شود. این خبرگان توسط دول عضو از میان اتباع کشورهایشان انتخاب می‌شوند و در صلاحیت شخصی خود خدمت می‌کنند. در انتخاب این اشخاص به توزیع عادلانه جغرافیایی و به حضور اشکال مختلف تمدن و نظامهای عمده حقوقی توجه می‌شود.
2. اعضای کمیته با رأی مخفی و از فهرست افرادی که توسط دول عضو نامزد شده‌اند انتخاب می‌شوند، هر دولت عضو می‌تواند یک نفر از اتباع خود را نامزد نماید.
3. نخستین انتخابات شش‌ماه پس از لازم‌الاجرا شدن این کنوانسیون برگزار خواهد شد. حداقل سه ماه قبل از تاریخ هر انتخابات دبیرکل ملل متحد طی نامه‌ای از دول عضو می‌خواهد تا ظرف دو ماه نامزدهای خود را معرفی کنند. دبیرکل فهرست اسامی نامزدها را به ترتیب حروف الفبا و با ذکر کشور نامزدکننده هر یک، تهیه و برای دول عضو ارسال خواهد داشت.
4. انتخاب اعضای کمیته در جلسه دول عضو که توسط دبیرکل در مقر ملل متحد برگزار خواهد شد، انجام می‌شود. در این جلسه، که حد نصاب تشکیل آن حضور دو سوم دول عضو می‌باشد، اشخاص انتخاب شده برای عضویت در کمیته آن دسته از نامزدهایی خواهند بود که بیشترین تعداد آراء و هم‌زمان اکثریت مطلق آراء نمایندگان دول عضو حاضر و رأی دهنده در جلسه را به دست آورند.

۵. اعضای کمیته برای یک دوره چهار ساله انتخاب می‌شوند. لکن دورة عضویت ۹ نفر از اعضای منتخب در اولین انتخابات در پایان دو سال به اتمام می‌رسد. بلافاصله پس از اولین انتخابات اسامی این ۹ عضو به قید قرعه توسط رئیس کمیته انتخاب خواهد شد.
۶. انتخاب ۵ عضو دیگر کمیته مطابق با بندهای ۲، ۳ و ۴ این ماده و به دنبال سی و پنجمین تصویب یا الحاق صورت خواهد گرفت. دورة عضویت دو نفر از اعضای فوق در پایان دو سال خاتمه خواهد یافت و اسامی این دو نفر به قید قرعه توسط رئیس کمیته انتخاب خواهد شد.
1. به منظور اشغال پست‌های خالی احتمالی، دولتی که فعالیت کارشناس‌اش به عنوان عضو کمیته متوقف شده‌است، کارشناس دیگری را از بین اتباع خود برای عضویت در کمیته مشروط به تأیید انتخاب خواهد کرد.
2. اعضای کمیته با تأیید مجمع عمومی و بر طبق ضوابط و شرایطی که آن مجمع مقرر می‌دارد و با در نظر گرفتن اهمیت مسئولیت‌های کمیته از سازمان ملل متحد مقرری دریافت خواهند کرد.
3. دبیرکل ملل متحد تسهیلات و کارمندان لازم را به منظور تحقق و انجام مؤثر وظایف کمیته در چارچوب این کنوانسیون تأمین خواهد نمود.

ماده ۱۸
۱. دول عضو متعهد می‌شوند گزارشی برای بررسی کمیته در مورد اقدامات تقنینی، قضایی و اجرایی و سایر اقدامات متخذه در راستای اجرای مفاد این کنوانسیون و پیشرفت‌های حاصله در این رابطه به دبیرکل ملل متحد ارائه کنند.
الف: یک سال پس از لازم‌الاجرا شدن کنوانسیون برای آن دولت.
ب: پس از آن حداقل هر چهار سال یکبار و علاوه بر آن هر زمانی که کمیته درخواست کند.
۲. این گزارشها می‌تواند مبین عوامل و مشکلاتی که بر میزان اجرای تعهدات تحت این کنوانسیون اثر می‌گذارد باشد.
ماده ۱۹
1. کمیته آیین‌نامه اجرایی خود را تصویب خواهد نمود.
2. کمیته مسئولان خود را برای یک دوره دو ساله انتخاب خواهد کرد.

ماده ۲۰
۱. کمیته به منظور بررسی گزارش‌هایی که مطابق با ماده ۱۸ این کنوانسیون ارائه شده هر ساله به مدتی که از دو هفته تجاوز نکند تشکیل جلسه می‌دهد.
۲. جلسات کمیته معمولاً در مقر سازمان ملل متحد یا در هر محل مناسب دیگری که به تصمیم کمیته تعیین می‌شود برگزار خواهد شد.
ماده ۲۱
1. کمیته همه ساله از طریق شورای اقتصادی و اجتماعی گزارشی در مورد فعالیت‌های خود به مجمع عمومی تسلیم می‌نماید و می‌تواند براساس گزارشها و اطلاعات واصله از دول عضو پیشنهادها و توصیه‌های کلی ارائه دهد. این پیشنهادها و توصیه‌های کلی همراه با نظرات احتمالی دول عضو در گزارش کمیته درج می‌گردد.
2. دبیرکل ملل متحد گزارشهای کمیته را جهت اطلاع به کمیسیون مقام زن ارسال می‌نماید.

ماده ۲۲
مؤسسات تخصصی مجاز خواهند بود که از طریق نمایندگانشان اجرای موادی از کنوانسیون حاضر را که در حوزه فعالیت‌های آن‌ها جای می‌گیرند مورد بررسی قرار دهند.
کمیته ممکن است از مؤسسات تخصصی دعوت کند تا گزارشهایی دربارهٔ نحوه اجرای کنوانسیون در زمینه‌هایی که به حوزة فعالیت آن‌ها مربوط می‌شود ارائه نمایند.

### بخش ۶
ماده ۲۳
هیچ‌چیز در این کنوانسیون بر مقرراتی که برای دستیابی زنان و مردان به برابری مفیدتر و مؤثرتر وجود دارد تأثیر نخواهد گذاشت، این مقررات می‌تواند شامل موارد زیر باشد:
الف: قوانین یک دولت عضو، یا
ب: هر کنوانسیون، پیمان یا موافقت نامه بین‌المللی دیگری که برای آن دولت لازم‌الاجرا است.
ماده ۲۴
دول عضو متعهد می‌گردند کلیه اقدام‌های لازم در سطح ملی را که هدف از آن تحقق کامل حقوق به رسمیت شناخته شده در این کنوانسیون می‌باشد، به عمل آورند.
ماده ۲۵
1. این کنوانسیون برای امضای کلیه دول مفتوح می‌باشد.
2. دبیرکل ملل متحد به عنوان امین این کنوانسیون تعیین می‌شود.
3. تصویب این کنوانسیون منوط به طی مراحل تصویب قانونی است. اسناد تصویب نزد دبیرکل ملل متحد به امانت گذارده خواهد شد.
4. این کنوانسیون جهت الحاق دول مفتوح می‌باشد. الحاق با سپردن سند الحاق به دبیرکل ملل متحد محقق می‌شود.

ماده ۲۶
1. دول عضو می‌توانند در هر زمان طی نامه‌ای خطاب به دبیرکل ملل متحد درخواست تجدید نظر در این کنوانسیون را نمایند.
2. مجمع عمومی ملل متحد در مورد اقدامات احتمالی بعدی در مورد چنین درخواستی تصمیم خواهد گرفت.

ماده ۲۷
1. این کنوانسیون سی روز پس از تاریخی که بیستمین سند تصویب یا الحاق آن نزد دبیرکل ملل متحد به امانت گذارده شد، لازم‌الاجرا می‌گردد.
2. پس از به ودیعه سپردن بیستمین سند تصویب یا الحاق، برای هر دولتی که این کنوانسیون را تصویب می‌کند یا به آن ملحق می‌گردد، کنوانسیون مذکور از سی‌امین روز تاریخی که سند تصویب یا الحاق آن به دولت به امانت گذارده شده لازم‌الاجرا می‌گردد.

ماده ۲۸
1. دبیرکل ملل متحد متن تحفظ کشورها، در هنگام تصویب یا الحاق را دریافت نموده و آن را میان کلیه دول توزیع می‌نماید.
2. تحفظاتی که با هدف و منظور این کنوانسیون سازگار نباشد مجاز نخواهد بود.
3. تحفظات از طریق تسلیم یادداشتی به دبیرکل ملل متحد در هر زمان قابل پس گرفتن است. نامبرده همه دولت‌ها را از این موضوع مطلع خواهد کرد. لغو تحفظ از روزی که یادداشت دریافت شود معتبر است.

ماده ۲۹
1. هر گونه اختلاف در تفسیر یا اجرای این کنوانسیون بین دو یا چند دولت عضو که از طریق مذاکره حل نگردد بنا به تقاضای یکی از طرفین به داوری ارجاع می‌گردد. چنانچه ظرف شش ماه از تاریخ درخواست داوری، طرفین در مورد نحوه و تشکیلات داوری به توافق نرسند، یکی از طرفین می‌تواند خواستار ارجاع موضوع به دیوان بین‌المللی دادگستری مطابق با اساسنامه دیوان گردد.
2. هر دولت عضو می‌تواند به هنگام امضاء یا تصویب این کنوانسیون یا الحاق به آن اعلام کند که خود را موظف به اجرای بند یک ماده نمی‌داند. دول عضو دیگر در قبال دولتی که به بند یک این ماده اعلام تحفظ نموده‌است، ملزم به اجرای بند یک نمی‌باشند.

۳. هر دولت عضوی که بر طبق بند ۲ این ماده اعلام تحفظ نموده باشد می‌تواند در هر زمان از تحفظ خود از طریق اعلام رسمی به دبیرکل ملل متحد صرف‌نظر نماید.
ماده ۳۰
این کنوانسیون که متون عربی، چینی، انگلیسی، فرانسه، روسی و اسپانیولی آن دارای اعتبار یکسان می‌باشند، نزد دبیرکل ملل متحد به امانت گذارده می‌شود.